# Бельгрун, Сами
Сами Бельгрун (араб. سامي بلقروني‎; род. 12 апреля 1975) — алжирский дзюдоист, представитель полутяжёлой весовой категории. Выступал за национальную сборную Алжира по дзюдо в период 1998—2004 годов, чемпион Африки, серебряный и бронзовый призёр Всеафриканских игр, победитель и призёр многих турниров национального и международного значения, участник двух летних Олимпийских игр.

## Биография
Сами Бельгрун родился 12 апреля 1975 года.
Первого серьёзного успеха на взрослом международном уровне добился в сезоне 1998 года, когда вошёл в основной состав алжирской национальной сборной и выступил на чемпионате Африки в Дакаре, откуда привёз награду серебряного достоинства, выигранную в зачёте абсолютной весовой категории.
В 1999 году на Всеафриканских играх в Йоханнесбурге стал серебряным и бронзовым призёром в полутяжёлом весе и абсолюте соответственно. Боролся на этапах Кубка мира в Париже, Леондинге, Мюнхене и Праге, а также на чемпионате мира в Бирмингеме, где выбыл из борьбы за медали уже на стадии 1/32 финала.
Благодаря череде удачных выступлений удостоился права защищать честь страны на летних Олимпийских играх 2000 года в Сиднее. В категории до 100 кг благополучно прошёл первого соперника по турнирной сетке, тогда как во втором поединке потерпел поражение от француза Стефана Трено. В утешительном турнире за третье место был остановлен россиянином Юрием Стёпкиным.
После сиднейской Олимпиады Бельгрун остался в составе дзюдоистской команды Алжира на ещё один олимпийский цикл и продолжил принимать участие в крупнейших международных турнирах. Так, в 2001 году он одержал победу на чемпионате Африки в Триполи и на международном турнире в Тунисе, выступил на мировом первенстве в Мюнхене.
В 2002 году взял бронзу на африканском первенстве в Каире, принял участие в Суперкубке мира в Париже.
В 2003 году отметился победой на международном турнире в Марселе, стал вторым на международном турнире в Тунисе.
На чемпионате Африки 2004 года в Тунисе получил серебро, занял второе место на африканском олимпийском квалификационном турнире в Касабланке и тем самым прошёл отбор на Олимпийские игры в Афинах. Здесь также взял верх над первым соперником, но далее уступил представителю Грузии Ивери Джикураули и лишился всяких шансов на попадание в число призёров. Вскоре по окончании этих соревнований принял решение завершить спортивную карьеру.